# 薩姆羅爾 (密西西比州)
薩姆羅爾（英語：Sumrall）是位於美國密西西比州拉馬爾縣的城鎮。

## 人口
根據2020年美國人口普查的數據，薩姆羅爾的面積為9.73平方千米，當中陸地面積為9.70平方千米，而水域面積為0.03平方千米。當地共有人口1765人，而人口密度為每平方千米181人。